# Solpugema hostilis
Espèce
Synonymes
- Galeodes hostilis White, 1846
- Solpuga producta Karsch, 1880
- Solpuga cultrata Purcell, 1899

Solpugema hostilis est une espèce de solifuges de la famille des Solpugidae.

## Distribution
Cette espèce se rencontre en Afrique du Sud, au Lesotho, au Botswana, au Zimbabwe et en Angola.

## Description
Les mâles mesurent de 25 à 27 mm et la femelle 25 mm.

## Publication originale
- White, 1846 : List of Annulosa, (principally insects,) found on the journey of Henry H. Methuen, Esq. Life in the wilderness; or wanderings in South Africa, Richard Bentley, London, p. 307–318.